# Strudà
Strudà è una frazione di 1 659 abitanti del comune Vernole in Provincia di Lecce.

## Geografia fisica

### Territorio
Strudà è una delle cinque frazioni appartenenti al territorio comunale di Vernole. È situata a nord del comune capoluogo da cui dista 4,5 km. L'abitato sorge a 42 m s.l.m.

### Clima
Dal punto di vista meteorologico Strudà rientra nel territorio del Salento orientale che presenta un clima mediterraneo, con inverni miti ed estati caldo umide. In base alle medie di riferimento, la temperatura media del mese più freddo, gennaio, si attesta attorno ai +9 °C, mentre quella del mese più caldo, agosto, si aggira sui +24,7 °C. Le precipitazioni, frequenti in autunno ed in inverno, si attestano attorno ai 626 mm di pioggia/anno. La primavera e l'estate sono caratterizzate da lunghi periodi di siccità.
Facendo riferimento alla ventosità, i comuni del Salento orientale sono influenzati fortemente dal vento attraverso correnti fredde di origine balcanica, oppure calde di origine africana.
| Vernole-Strudà             | Mesi | Mesi | Mesi | Mesi | Mesi | Mesi | Mesi | Mesi | Mesi | Mesi | Mesi | Mesi | Stagioni | Stagioni | Stagioni | Stagioni | Anno |
| Vernole-Strudà             | Gen  | Feb  | Mar  | Apr  | Mag  | Giu  | Lug  | Ago  | Set  | Ott  | Nov  | Dic  | Inv      | Pri      | Est      | Aut      | Anno |
| -------------------------- | ---- | ---- | ---- | ---- | ---- | ---- | ---- | ---- | ---- | ---- | ---- | ---- | -------- | -------- | -------- | -------- | ---- |
| T. max. media (°C)         | 12,6 | 13,2 | 15,0 | 18,3 | 22,6 | 26,8 | 29,2 | 29,6 | 26,2 | 21,8 | 17,6 | 14,2 | 13,3     | 18,6     | 28,5     | 21,9     | 20,6 |
| T. min. media (°C)         | 5,6  | 5,8  | 7,2  | 9,5  | 13,1 | 17,0 | 19,5 | 19,9 | 17,3 | 13,7 | 9,9  | 7,1  | 6,2      | 9,9      | 18,8     | 13,6     | 12,1 |
| Precipitazioni (mm)        | 71   | 60   | 65   | 40   | 33   | 20   | 16   | 22   | 49   | 80   | 97   | 74   | 205      | 138      | 58       | 226      | 627  |
| Umidità relativa media (%) | 78,7 | 78,2 | 77,8 | 77,3 | 76,2 | 72,9 | 70,9 | 72,4 | 76,5 | 79,2 | 80,5 | 80,3 | 79,1     | 77,1     | 72,1     | 78,7     | 76,7 |

## Storia
Il territorio fu abitato fin dall'età del bronzo. Le origini dell'abitato sono di epoca romana. Il toponimo, infatti, deriverebbe dal termine latino struthea, una specie di mela cotogna selvatica che, nelle campagne a ridosso del centro abitato, cresce spontaneamente.Tancredi d'Altavilla inglobò il feudo di Strudà (Casale Strute) alla Contea di Lecce. Seguì le sorti del Principato di Taranto, sotto la signoria degli Orsini Del Balzo e nel 1591 fu venduto ai Pagano. Nel 1607 passò alla famiglia Saluzzo; nel 1627 fu acquistato dai Salamy che l'anno dopo lo cedettero agli Esperti. A questa famiglia si deve la ristrutturazione del palazzo ducale. Con il matrimonio fra Margherita Vittoria Esperti e Andrea Saraceno di Montemesola, il quale si distacco dalla famiglia dei Saraceni e ne fondó una nuova insieme a Margherita Vittoria Esperti con il nome si Saraceno-Esperti. Il palazzo e feudo furono trasmessi a questa famiglia fino alla applicazione delle leggi eversive della feudalità. Nel 1866, con l'unificazione dell'Italia e la fine del dominio borbonico, l'universitas di Strudà fu aggregata al Comune di Vernole insieme alle universitates di Acaja, Acquarica di Lecce, Pisignano e Vanze.

## Storia del palazzo Esperti-Saraceni
La storia del palazzo marchesale di Strudà è molto antica e affascinante. Si narra che il primo nucleo del palazzo fu costruito nel XV secolo dai baroni Esperti, che avevano ricevuto il feudo di Strudà dal re Ferdinando I d'Aragona. I baroni Esperti erano noti per essere grandi mecenati e protettori delle arti, e fecero del palazzo un centro di cultura e di splendore. 
Nel XVI secolo, il palazzo fu ampliato e abbellito con elementi rinascimentali, come il portale bugnato, le finestre a bifora e il cortile interno con il pozzo. 
Nel XVIII secolo, il palazzo passò per via ereditaria alla famiglia Saraceno, che era originaria di Napoli e che aveva acquisito il titolo di marchesi di Strudà. I Saraceno apportarono al palazzo ulteriori modifiche e aggiunte, come la balconata barocca. 

## Storia del convento dei francescani
Il convento di Strudà fu fondato nel 1498 dai Francescani Scalzi, un ramo dell'ordine francescano che si distingueva per la sua rigorosa osservanza della povertà e della semplicità. I frati si dedicavano alla predicazione, all'assistenza ai poveri e alla cura degli infermi. Il convento era situato in una zona rurale, circondato da ulivi e vigneti. Il convento era composto da una chiesa dedicata alla Vergine Immacolata, un chiostro con un pozzo al centro, una biblioteca che conservava preziosi manoscritti e una foresteria che accoglieva i pellegrini e i visitatori. Il convento di Strudà visse un periodo di splendore fino alla metà del XVII secolo, quando fu colpito da una serie di calamità. Nel 1650, il convento fu soppresso dal papa Innocenzo X. I frati furono costretti a trasferirsi in altri conventi più grandi e meglio attrezzati. Il convento di Strudà fu abbandonato al suo destino e iniziò a decadere. Nel corso dei secoli, il convento subì i danni del tempo, delle intemperie e dei saccheggi. Oggi del convento rimangono solo alcuni resti, che testimoniano la sua antica bellezza e importanza. Il convento di Strudà è un patrimonio storico e artistico da salvaguardare e valorizzare.

## Il pozzo della Madonna della Neve
Il Pozzo di Strudà è un antico pozzo che si trova nella piazza principale. Il pozzo è una fedele replica della cinquecentesca fonte monumentale in pietra leccese andata distrutta nel 1958. Su di esso si erge l'originaria statua della Madonna della Neve, elemento scultoreo scampato alla demolizione. Il pozzo è stato ricostruito nel 2009¹.
Il pozzo è a pianta quadrata e presenta quattro colonne che sorreggono una cupola. Al centro del pozzo c'è una vasca circolare con un'apertura. Il pozzo è decorato con motivi floreali e geometrici, tipici dell'arte barocca leccese.
Il pozzo è dedicato alla Madonna della Neve, la patrona di Strudà. La statua della Madonna, in pietra leccese, raffigura la Vergine con il Bambino in braccio.
La devozione alla Madonna della Neve risale al 5 agosto 1498, quando si narra che nevicò a Strudà, un fenomeno straordinario per il clima salentino. La gente interpretò la neve come un segno della presenza della Madonna e costruì una chiesa in suo onore. La chiesa, che si trova a poca distanza dal pozzo, è la chiesa madre del paese e conserva al suo interno un altare dedicato alla Madonna della Neve².
Il pozzo era un punto di ritrovo per gli abitanti di Strudà, che vi attingevano l'acqua per le loro necessità quotidiane. Il pozzo era anche un luogo di preghiera e di devozione, dove si recitavano il rosario e le litanie alla Madonna. Il pozzo era anche testimone di momenti di festa e di allegria, come le feste patronali, i matrimoni e le fiere.
Il pozzo di Strudà è un simbolo della storia e della cultura di questo paese salentino, che ha saputo conservare le sue tradizioni e la sua fede. Il pozzo è anche un'opera d'arte, che esprime la maestria e la creatività degli artisti locali. Il pozzo è infine un invito a scoprire le bellezze e i tesori di Strudà, un paesino a metà tra Lecce e il mare³.

## Monumenti e luoghi d'interesse

### Architetture religiose

#### Chiesa Madre di Santa Maria ad Nives

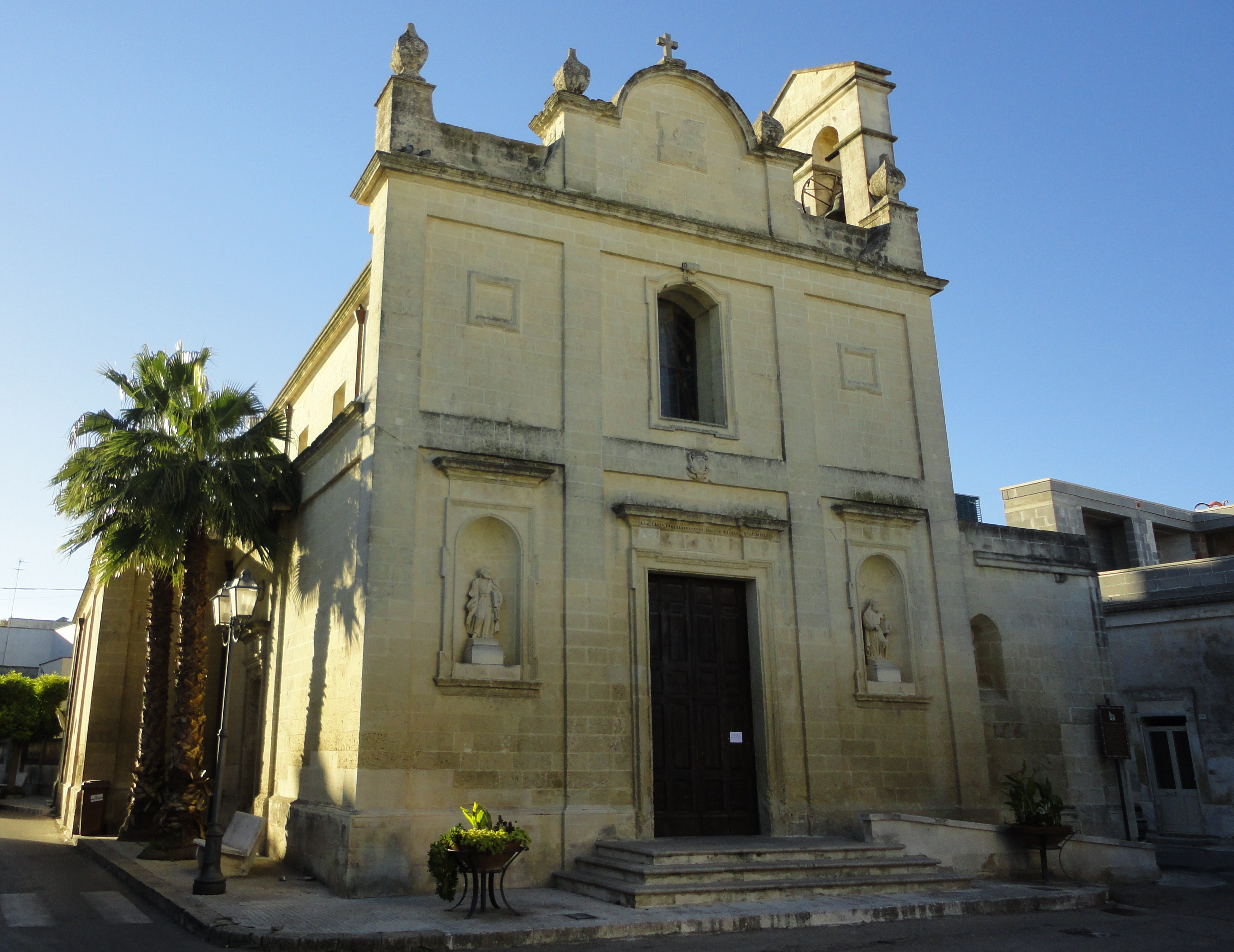
Chiesa Madre

La chiesa Madre di Santa Maria ad Nives è il principale luogo di culto cattolico del paese.
L'impianto originale risale al XIII secolo ma l'aspetto attuale della chiesa è dovuto ai restauri della fine del XVI secolo: dell'edificio originario sono rimasti esclusivamente i muri perimetrali, la porta laterale e alcuni altari. La facciata si presenta semplice e lineare, caratterizzata da due nicchie con le statue degli apostoli Pietro e Paolo, portale d'ingresso e finestra centinata. L'interno, a navata unica, accoglie quattro altari in pietra leccese dedicati alla Madonna di Costantinopoli, alla Madonna della Neve, alla Madonna del Rosario e a san Francesco di Paola, quest'ultimo contenente lo stemma dei marchesi Saraceno. Al 1725 risale la sacrestia; il tetto, originariamente in canne, venne ricostruito nel 1823 con una volta a spigolo. L'edificio è inoltre provvisto di un campanile a vela, posto sul lato sinistro della costruzione.
L'organo a canne della chiesa è stato costruito nel 2000 da Eligio Bevilacqua. A trasmissione elettrica, la sua consolle ha due tastiere di 61 note ciascuna e pedaliera concavo-radiale di 32 note.

#### Centro Pastorale San Giovanni Paolo II
Il 17 Settembre 2017 è stato inaugurato con benedizione solenne da Don Andrea Zonno alla presenza di grande partecipazione di popolo, il nuovo Centro Pastorale - Oratorio intitolato al grande Papa polacco. Dal 1962 la suddetta struttura parrocchiale ha accolto le Suore Salesiane dei Sacri Cuori di San Filippo Smaldone che hanno servito la comunità mediante l'educazione dei più piccoli. La scuola dell'infanzia "Maria SS.della Neve" è stata punto di riferimento per tante famiglie, luogo di ascolto e di sostegno umano e religioso. Dopo il ritiro delle Suore, la struttura continua ad essere luogo educativo parrocchiale per le attività ludiche, spirituali, catechetiche e formative della Comunità.

#### Altre chiese

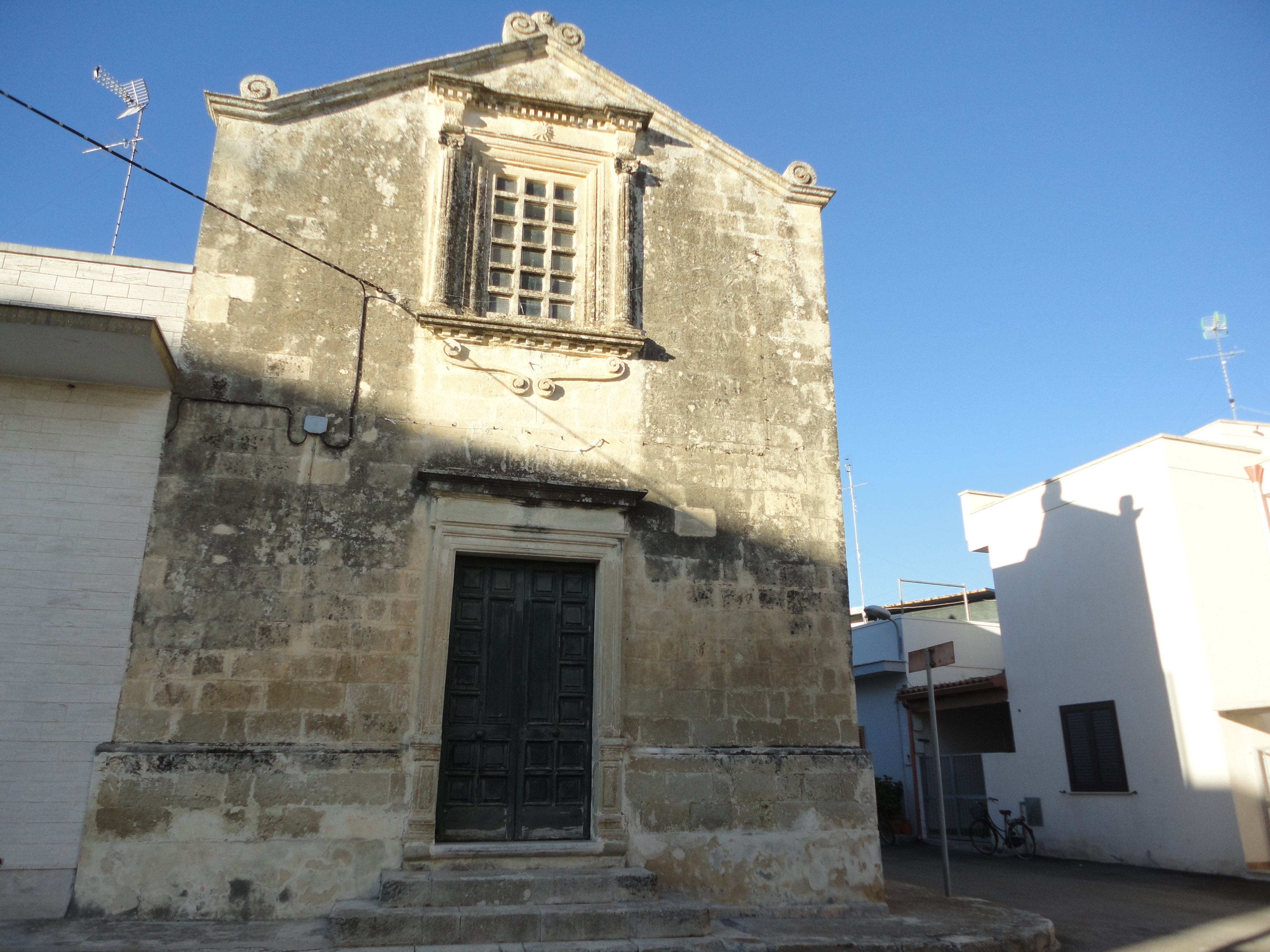
Cappella Madonna delle Grazie

- Cappella della Madonna delle Grazie - XVII secolo.
- Ruderi del Convento dei Francescani Scalzi - fu soppresso nel 1650 con bolla di Papa Innocenzo X.

### Architetture civili

#### Palazzo Baronale Esperti-Saraceno
Il palazzo Baronale Esperti-Saraceno fu edificato tra il XV e il XVI secolo . La facciata è caratterizzata da una pregevole balconata barocca e da un portale bugnato sormontato da mensole. L'edificio è a pianta rettangolare e al suo interno sono visibili grandi sale settecentesche ed un ingegnoso sistema di raccolta della acque piovane.

#### Masseria Visciglito
La masseria Visciglito risale al XVI secolo e sorge su un antico tracciato viario. Nel 1755 risulta appartenere al Collegio della Compagnia di Gesù di Lecce. Il complesso masserizio è costituito da molino, cantine, capanne, pozzo, da due frantoi ipogei, da una chiesa cinquecentesca e da un edificio palazziato caratterizzato da un colonnato e da una scala in pietra per l'accesso al piano superiore.

### Altro

#### Pozzo della Madonna della Neve
Il pozzo costituisce una fedele replica della cinquecentesca fonte monumentale in pietra leccese andata distrutta nel 1958. Su di esso si erge l'originaria statua della Madonna della Neve, elemento scultoreo scampato alla demolizione. È stato ricostruito nel 2009. Il pozzo, oltre al suo naturale compito di provvedere alle necessità idriche della cittadina e del circondario, svolgeva funzioni di aggregazione sociale e, in origine, finanche di carattere amministrativo-istituzionale essendo storicamente indicato quale punto di riferimento del foro parlamentare che riuniva periodicamente la maggior parte delle Universitates appartenenti all'area contermine alla città capoluogo di Lecce.